# 戴维斯·G·姆瓦姆富佩
戴维斯·乔治·姆瓦姆富佩（1956年9月27日—）是坦桑尼亚联合共和国首都多多马市长。他是坦桑尼亚革命党的成员，也是多多马大学的教授。2005年到2008年，他曾在达累斯萨拉姆大学任职 。
姆瓦姆富佩于2017年6月23日被任命为议员。2017年7月20日，他被正式选举为多多马市长。